# Catedral de Jesucristo Nuestra Paz
La Parroquia-Catedral de Jesucristo Nuestra Paz, llamada comúnmente Catedral de Soacha, es un templo católico ubicado en el municipio de Soacha, siendo el recinto religioso de éste credo más importante en el municipio. La edificación está ubicada en el barrio León XIII, de Soacha.
Es la sede del obispo de la Diócesis de Soacha, Mons. Daniel Falla titular episcopal desde el 2016.

## Historia
La diócesis de Soacha fue erigida el 6 de agosto de 2003
El Viernes Santo del 2008, la catedral sufrió un incendio en uno de sus costados internos, donde no existieron víctimas mortales, excepto por una mujer adulta mayor que fue embestida por los feligreses. Había alrededor de 2000 personas al interior del templo.
En el 2020, con motivo de la pandemia por coronavirus, la Arquidiócesis de Bogotá decidió organizar el peregrinaje del Señor Caído de Monserrate, que fue bajado del Cerro de Monserrate, siendo la Catedral de Soacha la primera en albergar la imagen, durante los días 10 y 11 de agosto del mismo año.